# خیرآباد (کرمان)
خیرآباد یک روستا در ایران است که در بخش مرکزی شهرستان کرمان واقع شده‌است.

## جمعیت
این روستا در دهستان درختنگان قرار دارد و براساس سرشماری مرکز آمار ایران در سال ۱۳۸۵، جمعیت آن ۱۹ نفر (۵ خانوار) بوده‌است.